# Халькофаніт
Халькофаніт (англ. chalcophanite; нім. Chalcophanit m) — мінерал, водний оксид цинку та манґану шаруватої будови.
Від халько… і грецьк. «файнестай» — здаватися (G.E.Moore, 1875).
Синоніми: гідрофранклініт.

## Опис
Хімічна формула:
- 1. За Є. Лазаренком: ZnMn3O7•3H2O;
- 2. За К.Фреєм: (Zn, Mn, Fe)Mn2O5 •2H2O.
- 3. За «Fleischer's Glossary» (2004): (Zn, Fe, Mn) Mn3O7•3H2O.

Містить (%): ZnO — 27,94; MnO2 — 59,69; H2O — 12,37.
Сингонія триклінна. Дитригонально-скаленоедричний вид. Утворює дрібні пластинчасті кристали, або кристали октаедричного обрису. Звичайно зустрічається у вигляді натічних кірочок; гроноподібний, масивний, щільний, зернистий або пластинчасто-волокнистий. Спайність по (0001) досконала. Густина 4,0. Тв. 3,0. Колір синюватий до чорного. Блиск металічний. Тонкі пластинки гнучкі. Прозорий у тонких уламках. В шліфах темний червоно-коричневий до майже непрозорого. Вторинний мінерал. Можливо є продуктом розкладання франклініту або гетероліту в зоні окиснення. Супутні мінерали: псиломелан, франклініт, гетероліт, гідрогетероліт, каламін, смітсоніт.

## Поширення
Зустрічається у родовищі Франклін (Нью-Джерсі, США) в асоціації з гетеролітом та гідрогетеролітом, на острові Ґрут-Айленд (Австралія) — як продукт зміни глин. Інші знахідки: пров. Трансвааль (ПАР), Свакопмунд (Намібія), Кизилкум (Сер. Азія). Дуже рідкісний.